# تيبور فيلدمان
تيبور فيلدمان (بالإنجليزية: Tibor Feldman)‏ هو ممثل أمريكي، ولد في 25 أبريل 1947 في سلوفاكيا.

## أعمال

### أفلام
- (2009) الدولي[1]
- (2012) المراجحة[2]

## وصلات خارجية
- تيبور فيلدمان على موقع IMDb (الإنجليزية)
- تيبور فيلدمان على موقع قاعدة بيانات الفيلم (الإنجليزية)